# Легостаевский заказник
Легостаевский заказник — государственный биологический заказник регионального значения, расположенный в восточной части Искитимского района Новосибирской области России. Площадь — 30 900 га. Создан в 1974 году.

## Расположение
Природоохранный объект находится в правобережье Берди на востоке Искитимского района. Территория заказника граничит с Легостаевским сельсоветом, сёлами Усть-Чём и Мосты.

## Объекты охраны
Легостаевский заказник организован на неограниченный срок с целью сохранения в естественном состоянии объектов и природных комплексов Приобской предгорной равнины.
На территории заказника охраняются такие животные как косуля, лось, серый сурок, речной бобр, заяц, колонок, светлый хорь, барсук, медведь, горностай, глухарь, тетеревиные птицы, ведётся охрана редких и исчезающих животных (гнездовья беркута, черного аиста и т. д.).
Обеспечивается сохранение подтаёжных лесов с формациями присалаирской черневой тайги, сосновых лесонасаждений и участков лесостепей, элементов ксерофитной каменистой степи по склонам отрогов.